# Ancre (rivière)
Pour les articles homonymes, voir Ancre.
L'Ancre est une rivière française du nord du département de la Somme et du Pas-de-Calais, dans la nouvelle région Hauts-de-France, affluent droit du fleuve la Somme. C'est le troisième plus long affluent de la Somme et le quatrième en débit.
La vallée large et humide sert d'axe ferroviaire classique Paris–Lille ou Rouen–Lille, et a encore six gares ferroviaires en service.
Elle a aussi été plusieurs fois lieu de pèlerinage depuis l'époque gallo-romaine avec le sanctuaire de Ribemont-sur-Ancre et au XXe siècle, avec la basilique Notre-Dame de Brebières d'Albert, et axe de peuplement et rayonnement avec l'abbatiale Saint-Pierre de Corbie et l'abbaye royale Saint-Pierre de Corbie.
La vallée de l'Ancre fait l'objet de quatre ZNIEFF sur son bassin versant et a de nombreux étangs.

## Géographie
L'Ancre prend sa source sur le territoire de la commune de Miraumont dans le canton d'Albert, à 88 mètres d'altitude, près du lieu-dit la Fontaine et à un kilomètre au nord du sommet la Croix Maître Jean (134 m).
Longue de 37,4 km, l'Ancre s'écoule globalement du nord-est vers le sud-ouest, dans une vallée assez large et humide, avec des bras et des étangs.
Elle passe par Albert, bourg industriel d'environ 10 000 habitants, 3e ville de la Somme, avec plusieurs étangs, au nord-est d'Albert, sous la basilique en plein-centre, et avec une chute d'eau de neuf mètres de haut, à côté du jardin public (66 m à 57 m)50° 00′ 09″ N, 2° 38′ 45″ E.
L'Ancre conflue en rive droite dans la Somme à la sortie d'Aubigny - pour son bras principal -, un peu en aval de Corbie, à 28 mètres d'altitude et juste en face de l'usine d'Aubigny.
La pente naturelle du cours d'eau est de 1,47 % et vu les neuf ou dix ouvrages installés sur son cours principal la pente réelle est de seulement 0,75 %.

### Relief et géologie
« La vallée de l’Ancre entaille mollement les craies blanches (Coniacien-Santonien) et les limons du plateau du Nord-Est amiénois : le profil de la vallée est assez évasé et permet la présence, sur les marges, de quelques prairies humides. Les sols du fond de vallée se sont développés sur des alluvions modernes, souvent riches en matières organiques (voire paratourbeuses). »,.

### Communes et cantons traversés

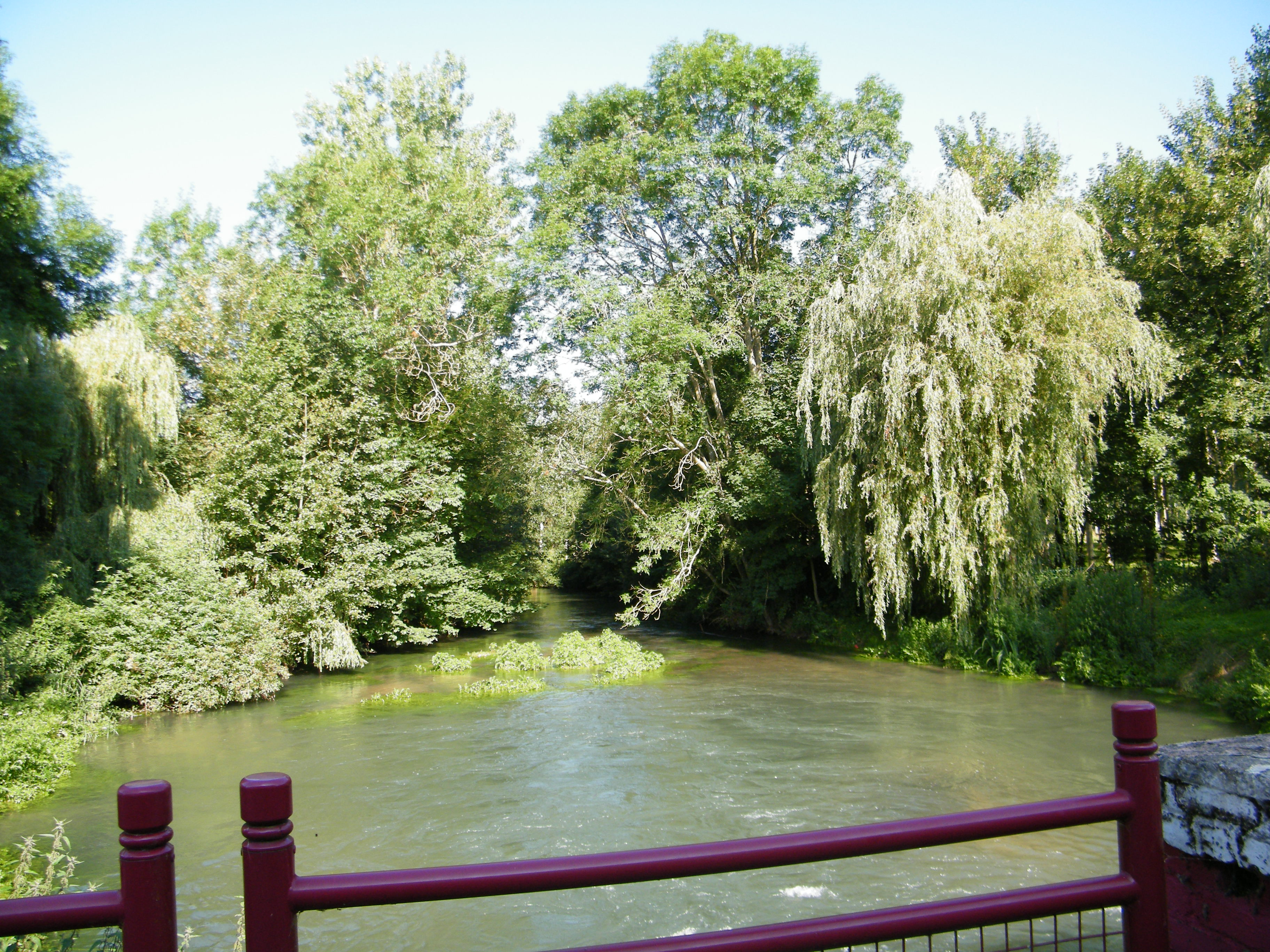
Treux, lieu de pêche, pont sur l'Ancre.

L’Ancre traverse les vingt-et-une communes suivantes, rattachées à quatre cantons et situées dans les départements de la Somme et du Pas-de-Calais, dans l'ordre de l'amont vers aval, de Miraumont (source), Grandcourt, Beaucourt-sur-l'Ancre, Beaumont-Hamel, Thiepval, Mesnil-Martinsart, Authuille, Aveluy, Albert, Méaulte, Dernancourt, Ville-sur-Ancre, Buire-sur-l'Ancre, Treux, Ribemont-sur-Ancre, Méricourt-l'Abbé, Heilly, Bonnay, Corbie, Aubigny (confluence).
Elle jouxte dans le Pas-de-Calais la commune de Puisieux en face de la commune de Grandcourt après la commune source de Miraumont.
En termes de canton, l’Ancre prend sa source dans le canton d'Albert dans la Somme, traverse les canton de Pas-en-Artois, canton de Bray-sur-Somme et conflue avec la Somme en rive droite dans le canton de Corbie, le tout dans les trois arrondissements de Péronne, d'Amiens et d'Arras.

### Bassin versant
L'Ancre traverse une seule zone hydrographique « L'Ancre et Canal de la Somme de l'écluse numéro 14 Corbie à l'écluse numéro 15 D » (E638) de 2 204 km2 de superficie,. Cette zone hydrographique ou ce bassin versant est constituée à 86,57 % de « territoires agricoles », à 6,83 % de « territoires artificialisés », à 4,94 % de « forêts et milieux semi-naturels », à 0,93 % de « surfaces en eau », à 0,72 % de « zones humides ».
Le bassin versant spécifique de l'Ancre est de 327 km2.
Les bassins versants voisins sont au nord-ouest celui de l'Authie, à l'ouest celui de l'Hallue, autre affluent aval de la Somme, au sud celui du fleuve la Somme, au nord celui du Cojeul et  à l'est et au nord-est celui de la Sensée.

### Organismes gestionnaires
La gestion du bassin de l'Ancre est prise en charge par deux organismes :
- l'association syndicale de l'Ancre 1re section gère la partie amont de Miraumont jusqu'à Méricourt-l'Abbé rive gauche pour un linéaire de 27 km : son siège est situé à Albert en mairie[4] ;
- l'association syndicale de l'Ancre 2e section gère la partie aval de Ribemont-sur-Ancre en rive droite jusqu'à la confluence avec la Somme pour un linéaire de 11 km : son siège est situé à Heilly[12],[13].

Ces deux associations sont partenaires de l'AMEVA ou «syndicat mixte d'aménagement et valorisation du bassin de la Somme". Un SAGE ou schéma d'aménagement et de gestion des eaux est en cours d'élaboration dans le cadre de la Haute Somme,.

## Affluents et défluent

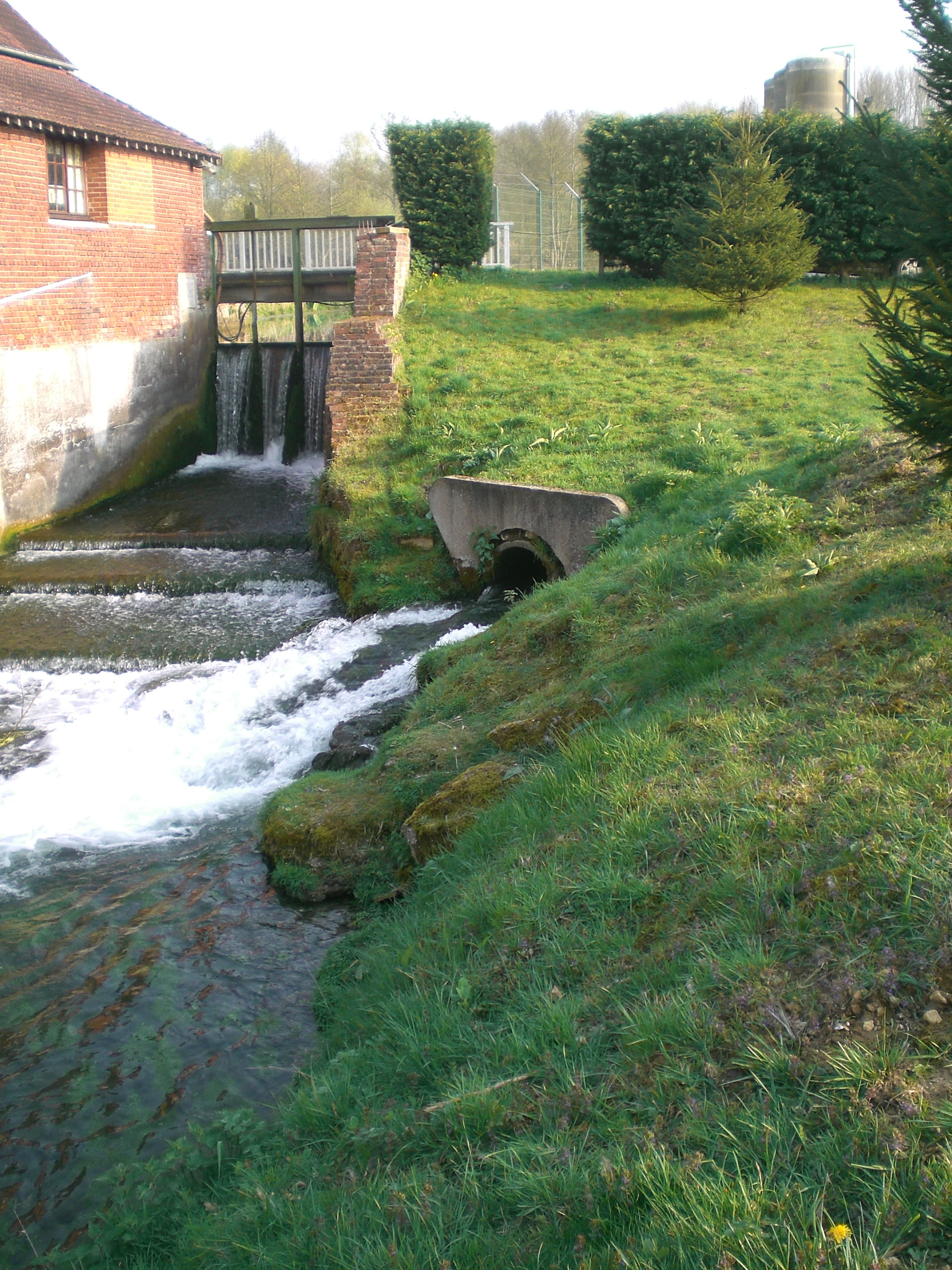
L'Ancre à Miraumont rue du Moulin et à côté de la pisciculture.

L'Ancre a onze tronçons affluents référencés ou plus exactement, elle a sept affluents, un défluent et trois bras.
En détail, les affluents de moins de cinq kilomètres de longueur et les bras sont les suivants, de l'amont vers l'aval :
- Le Miraumont (rg[note 5]), 0,2 km, sur la seule commune de Miraumont (c'est aussi en quelque sorte une deuxième source)[16].
- Le Vieux Moulin (rd), 1 km, sur la seule commune de Miraumont, au nord de la voie ferrée alors que l'Ancre est au sud de la voie ferrée à ce moment.
- Un bras dit Beaucourt-sur-Ancre (rd) 2,4 km, sur les trois communes de Miraumont, Grandcourt et Beaucourt-sur-Ancre, au nord de la voie ferrée alors que l'Ancre est au sud de la voie ferrée à ce moment.
- Deux bras de l'Ancre (rd) sur la commune d'Albert de respectivement 0,4 km et 0,9 km.
- Un affluent (sans nom) (rg) 1 km prenant source à Treux, et passant par Buire-sur-l'Ancre et confluant à Méricourt-l'Abbé.
- Méricourt-l'Abbé ou ru de Ribemont[2] (rd), 2,2 km, sur les trois communes de Buire-sur-l'Ancre, Ribemont-sur-Ancre, et Méricourt-l'Abbé.
- Le Fossé de la Fontaine d'amour (rg), 0,7 km, sur la seule commune de Corbie.

### Principaux affluents: le Fossé et le Canal
Les principaux affluents de plus de cinq kilomètres de longueur, et de rang de Strahler un (sans affluent), sont le Fossé, puis le Canal.
- Le Canal (rg), 5,8 km[17], qui prend sa source dans la commune de Thiepval, traverse Authuille et conflue à Aveluy. En termes de canton, il est entièrement dans le canton d'Albert.
- Le Fossé (rg), 7,3 km[18], qui prend sa source à Fricourt, 49° 59′ 54″ N, 2° 43′ 29″ E traverse les communes de Bécordel-Bécourt et Meaulte et conflue à Dernancourt. En termes de canton, il prend sa source, traverse et conflue dans le canton d'Albert49° 58′ 46″ N, 2° 38′ 58″ E. Sa vallée est longue, et a plusieurs noms : la Grande Vallée, la vallée de Bécordel, la vallée Renard, la vallée de Mametz, la vallée Saint-Antoine, la Valléette, et rejoint alors la ZNIEFF des Bois de Contalmaison, Mametz, Bazentin[19].

### Défluent: la Boulangerie
la Boulangerie sur OpenStreetMap.
Le défluent, la Boulangerie, qui a servi à alimenter l'abbaye de Corbie, conflue dans la Somme à Corbie, donc en amont de la confluence de l'Ancre. La Boulangerie (rg), 8,2 km, est un canal artificiel dérivé de l’Ancre, donc défluent ; elle prend sa source sur la commune d'Heilly au lieu-dit le Filet 49° 56′ 37″ N, 2° 31′ 52″ E, traverse Bonnay, pour confluer avec la Somme dans Corbie49° 54′ 18″ N, 2° 30′ 30″ E. En termes de canton, ce bras de l’Ancre, est entièrement dans le canton de Corbie. La Boulangerie aurait été creusée au VIIe siècle par les moines de l'abbaye de Corbie pour alimenter leurs moulins. La Boulangerie passe au sud de l'abbatiale, alors que l'Ancre passe au nord, et se jette en amont de l'Ancre dans la Somme. L'abbatiale était donc juste au sud de la Boulangerie, et Corbie était dans la pointe formé par la confluence de la Boulangerie dans la Somme.

### Rang de Strahler
Le rang de Strahler de l'Ancre est donc de deux par le Fossé.

## Hydrologie
Son régime hydrologique est dit pluvial océanique.

### Climat
Le bassin versant de l'Ancre possède un climat océanique typique du Nord de la France, avec des hivers relativement doux, des étés frais, et des précipitations bien réparties toute l'année.

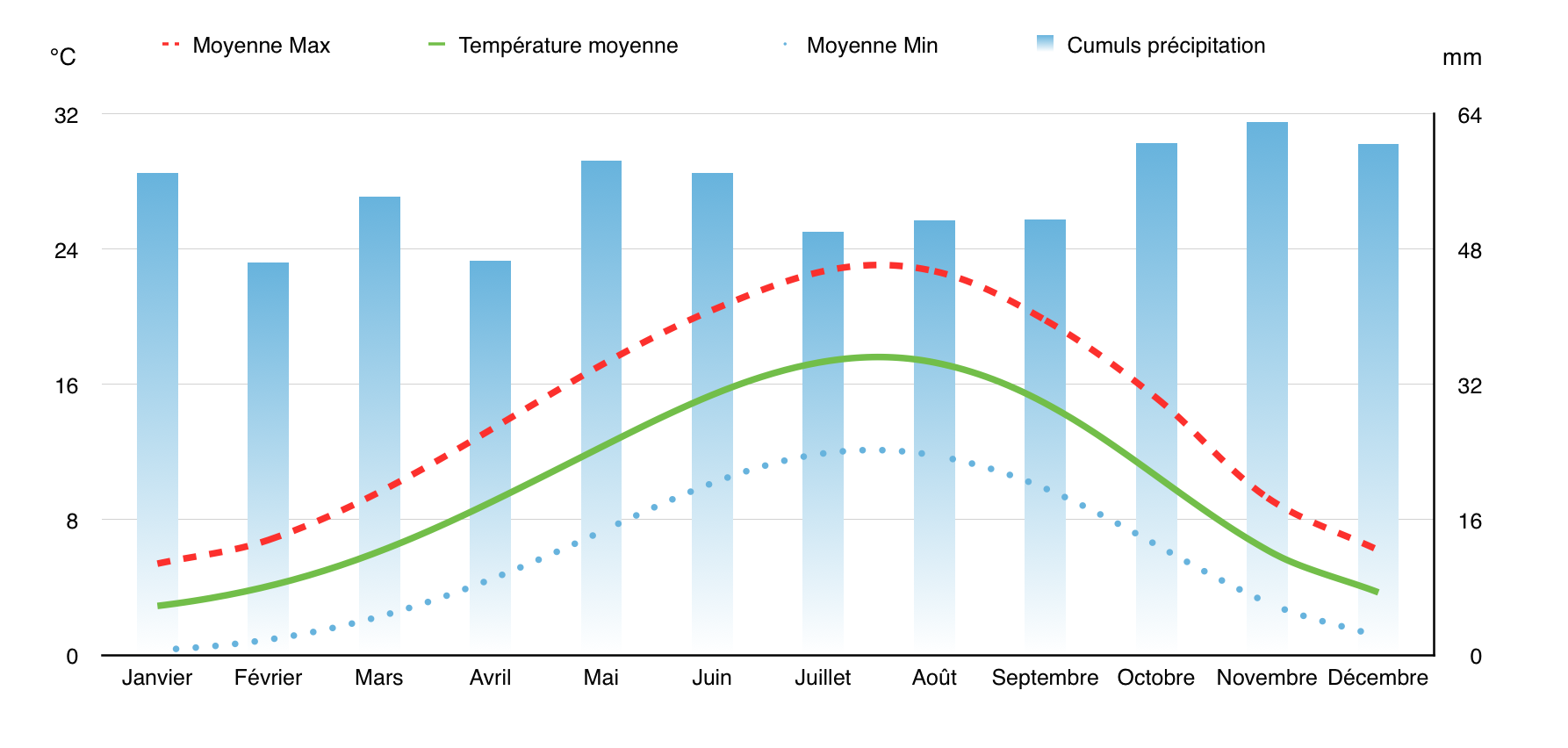
Diagramme ombrothermique du bassin versant

### L'Ancre à Bonnay
Une station hydrologique est en service à Bonnay depuis le 4 décembre 2001  pour un bassin versant de 222 km2 soit les deux tiers du bassin versant total de l'Ancre (327 km2), mais 94 % du bassin versant de l'Ancre sans son défluent la Boulangerie à 236 km2 soit donc la quasi-totalité, et à 31 m d'altitude. Elle fait d'ailleurs partie désormais des stations hydrologiques permettant la surveillance des crues en Somme.
Le module ou moyenne annuelle de son débit est à Bonnay de 2,43 m3/s.

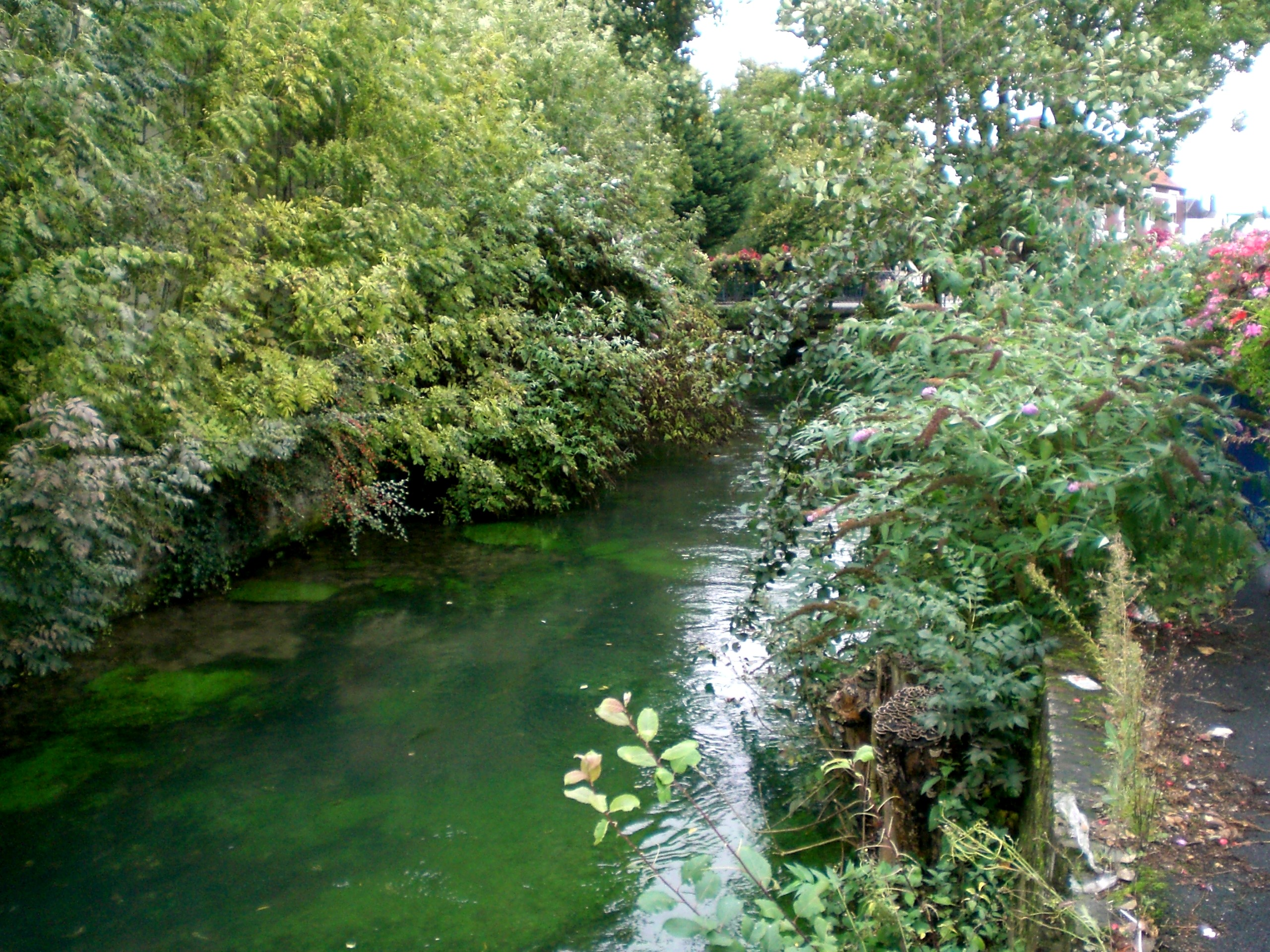
L'Ancre à Albert (Somme) près de la résidence du Théâtre en octobre 2008.

### Étiage ou basses eaux
À l'étiage, c'est-à-dire aux basses eaux, le VCN3, ou débit minimal du cours d'eau enregistré pendant trois jours consécutifs sur un mois, en cas de quinquennale sèche s'établit à 1,000 m3/s, ce qui reste très confortable,.

### Crues
Sur cette courte période d'observation, le débit journalier maximal a été observé le 2 janvier 2003 pour 5,27 m3/s. Le débit instantané maximal a été observé le 20 mars 2002 avec 6,76 m3/s en même temps que la hauteur maximale instantanée de 947 mm soit 0,947 m.
Le QIX 2 est de 3,5 m3/s, le QIX 5 est 4,6 m3/s, le QIX 10 est de 5,2 m3/s et le QIX 20 est de 5,9 m3/s. Les QIX 50 et QIX 100 n'ont pas pu être calculés vu la période d'observation de 15 ans.
En 2001, la vallée de la Somme a été touchée par des inondations d'une ampleur exceptionnelle, dues en grande partie à la remontée de la nappe phréatique (Voir le rapport de la commission d'enquête sénatoriale), ce qui explique aussi la faible variabilité saisonnière. D'ailleurs le cours de l'Ancre est bordé de nombreuses résurgences formant autant de petites sources par lesquelles la nappe phréatique stockant l'eau sous le plateau calcaire picard renvoie les trop-pleins dans les vallées creusées.

### Lame d'eau et débit spécifique
La lame d'eau écoulée dans cette partie du bassin versant de la rivière est de 346 millimètres annuellement, ce qui est légèrement au-dessus de la moyenne en France, à 300 mm/an. Le débit spécifique (Qsp) atteint 10,9 litres par seconde et par kilomètre carré de bassin.

## Économie

### Aménagements

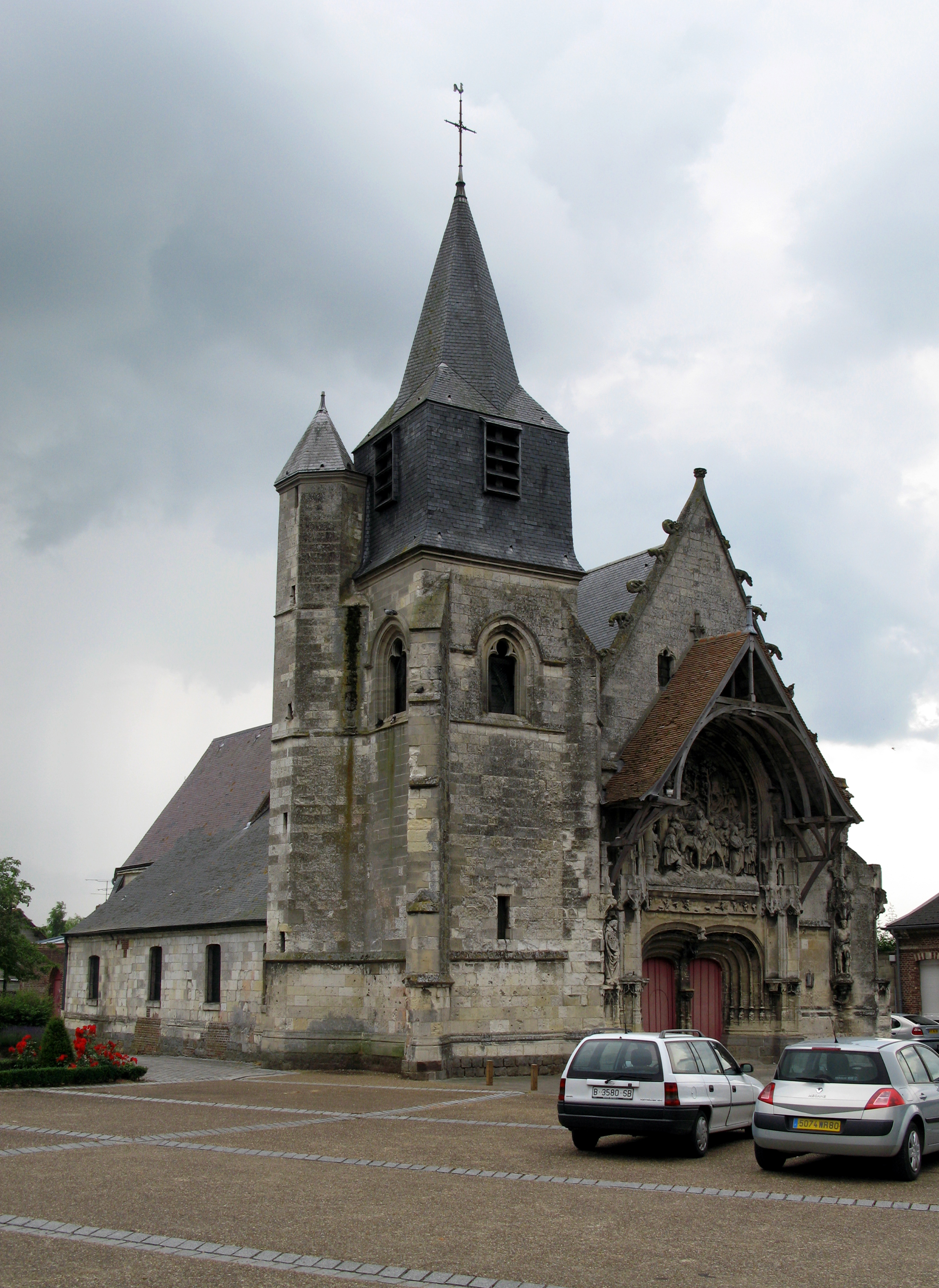
L'église Notre-Dame de La Neuville de Corbie, hameau de Corbie, avec un remarquable tympan.

La grande route la plus proche a été la route Nationale 29 de la Normandie à la frontière belge, aujourd'hui déclassée en route départementale 929. La route de fond de vallée est la route départementale 120 de Corbie à Méaulte, rejoignant la route départementale 42 rejoignant Albert, puis la route départementale 50 d'Albert à Miraumont.
La vallée de l'Ancre a été utilisée pour la construction de la ligne ferroviaire Amiens-Arras sur la voie ferrée 'ex grandes-lignes' Paris-Lille (comme la vallée de la Somme entre Amiens et Corbie). Les six gares en service, le long de l’Ancre, sont ainsi, de l'amont vers l'aval, gare de Miraumont, gare d'Albert, gare de Buire-sur-l'Ancre, gare de Méricourt-Ribémont, gare d'Heilly, gare de Corbie.
Deux stations analysant la qualité de l'eau sont installées sur le cours de l'Ancre : l'une est située à Albert et l'autre à Bonnay.
À la sortie de Miraumont, un moulin à eau et une pisciculture sont établis50° 05′ 17″ N, 2° 43′ 14″ E.
La station d'épuration, au sud-ouest d'Albert et entre Albert et Méaulte/Dernancourt49° 59′ 27″ N, 2° 38′ 47″ E, et en rive droite de l'Ancre, a été refaite en 2010 pour un coût de 7,5 M d'euros. Datant initialement de 1972, elle a une capacité de 24 000 équivalents habitants, pour une taille d'agglomération de 26 117 équivalents habitants en 2010, derrière un réseau d'assainissement unitaire de dix déversoirs d'orage et d'une dizaine de postes de relèvement. Elle ne dessert officiellement que 10 211 habitants.
Les organismes gestionnaires sont détaillés au paragraphe #Organismes gestionnaires.

### Pêche
Du point de vue piscicole, l'Ancre est un cours d'eau de première catégorie c'est-à-dire un cours d'eau où le peuplement piscicole dominant est constitué de salmonidés (truite, omble chevalier, ombre commun, huchon). On peut aussi pêcher dans les nombreux étangs qui jouxtent l'Ancre dont les Étangs du Vélodrome à Albert,.
Cinq AAPPMA sont concernés par ce bassin versant : Albert, Heilly, Ribemont, Meaulte et Fouilloy. Celles-ci déversent truitelles fario, truites fario et truites arc-en-ciel. La Fédération de la Somme pour la pêche et la protection du milieu aquatique a actualisé en 2009 un PDPG80 ou Plan Départemental pour la protection du milieu aquatique et la Gestion des ressources piscicoles de la Somme avec dix-huit contextes de gestion dont un pour l'Ancre.

### Tourisme

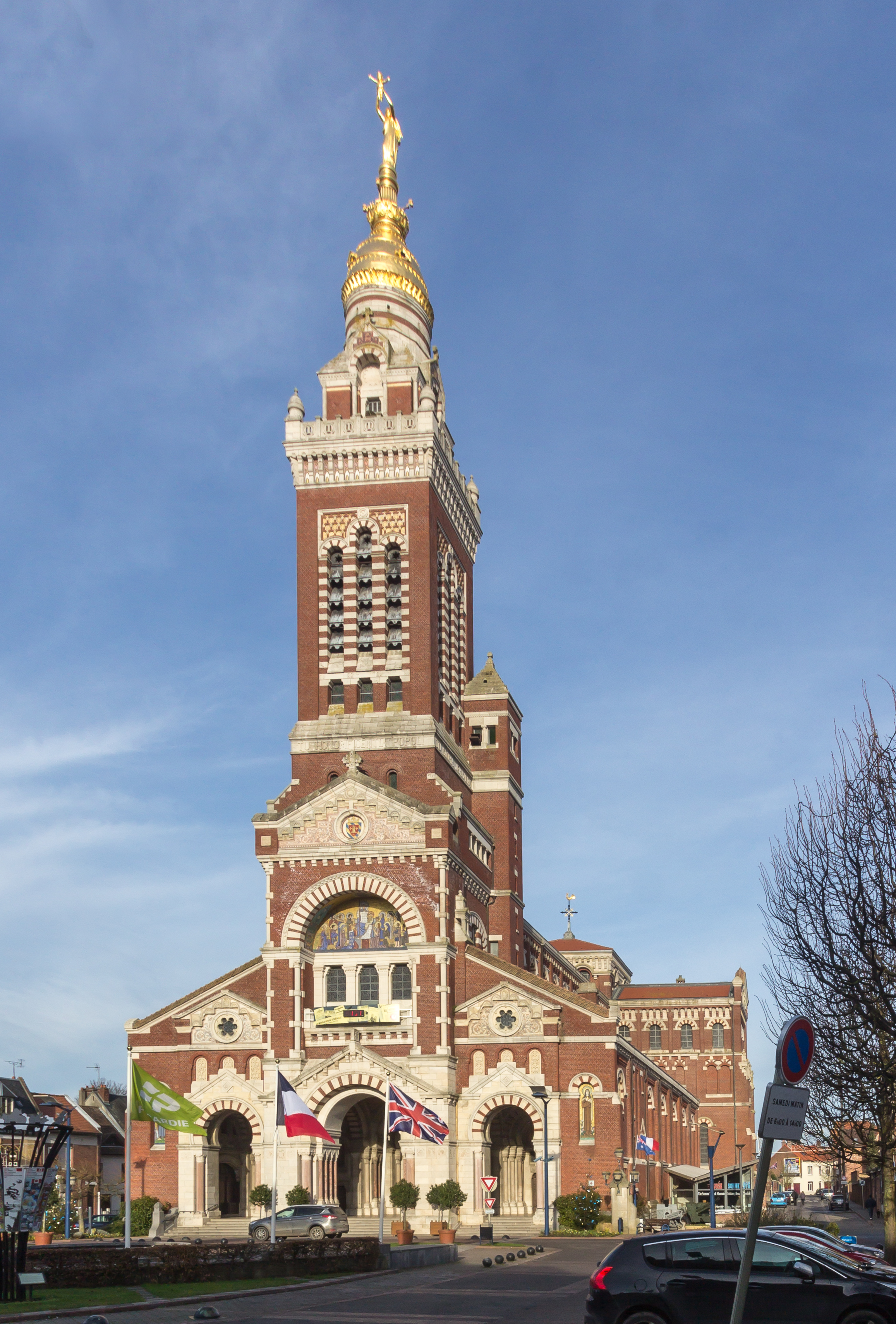
La basilique Notre-Dame de Brebières à Albert.

#### Albert
- Les étangs du Vélodrome, en contrebas de quelques mètres de l'Ancre voisine.
- La basilique Notre-Dame de Brebières[note 12], avec l'Ancre passant sous le chœur.
- Le jardin public d'Albert avec deux cascades et plusieurs bras de l'Ancre.
- Le musée Somme 1916, entrée à côté de la basilique et sortie débouchant dans le jardin public.

#### Ribemont-sur-Ancre
- Le Sanctuaire de Ribemont-sur-Ancre est un sanctuaire rural gaulois situé à Ribemont-sur-Ancre dans la Somme.

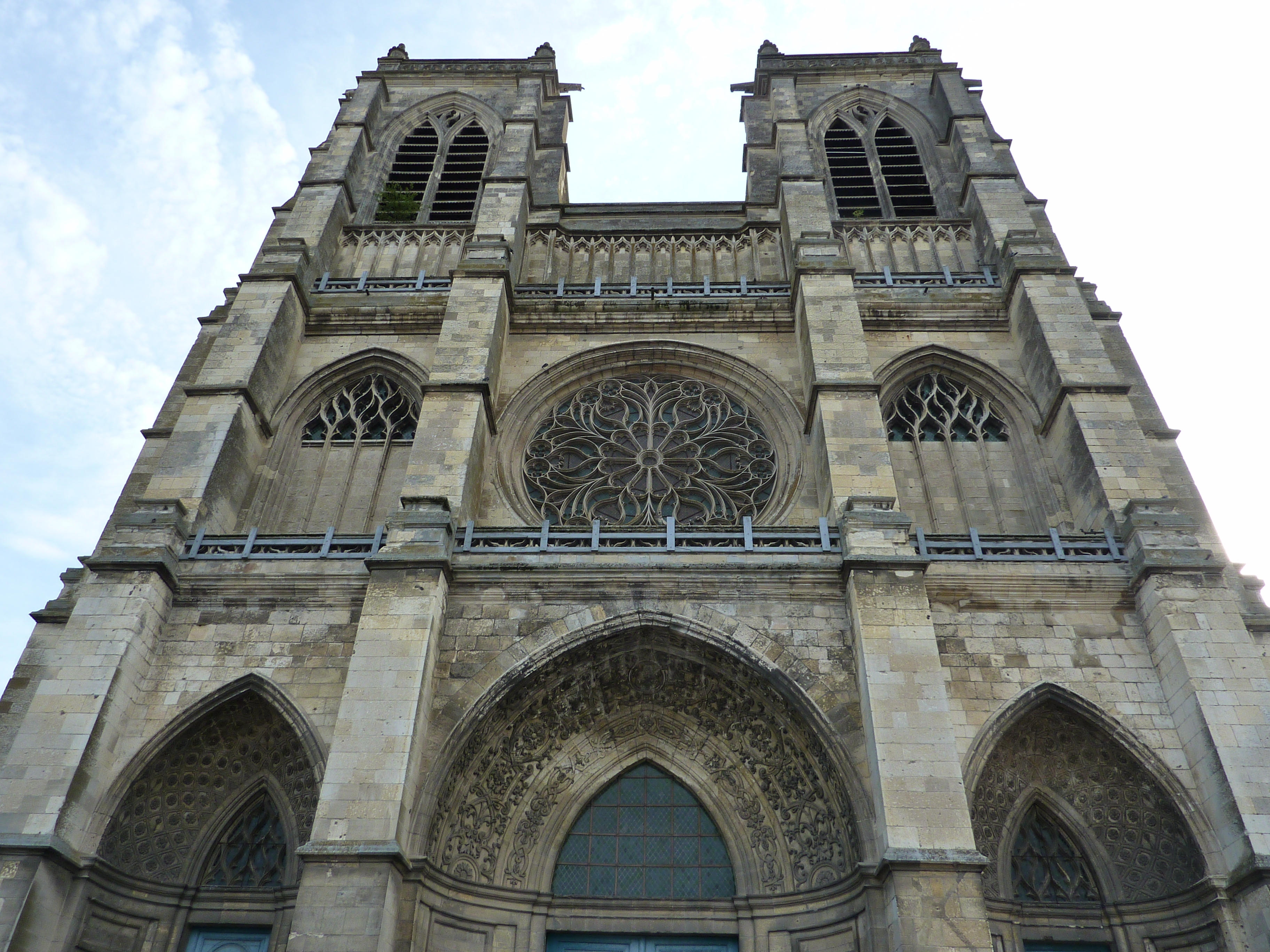
L'abbatiale Saint-Pierre de Corbie.

#### Heilly
- La commune d'Heilly, en rive droite et au nord de l'Ancre et de la Boulangerie, a une église Saint-Pierre d'Heilly du XVIIIe siècle, inscrite par arrêté du 11 juin 2001[33] et un château aussi du XVIIIe siècle avec une terrasse sur une orangerie débouchant sur les vestiges d'un grand canal avec deux embarcadères, aujourd'hui transformé en jardin public avec accessoires.

#### Corbie
- Statue monumentale de Colette de Corbie par Albert Roze en haut du plateau et dominant donc l'abbaye.
- Église Notre-Dame de La Neuville de Corbie construite au XVIe siècle, remarquable pour son tympan sculpté. Classée Monument historique en 1895.
- L'abbatiale Saint-Pierre de Corbie[note 12],[34],[35] près de laquelle passe le défluent la Boulangerie.

## Hydronymie
Cette rivière est désignée par le terme Corbiea amnis, Fluvum Corbeia en 1188, « la rivière de Corbie » (la ville de Corbie occupe un site de confluence entre le défluent la Boulangerie et la Somme, un bras de l'Ancre). Ancre ou Encre, qui a donné son nom à la rivière, a été le nom de la ville d'Albert (Somme) jusqu'en 1620.

## Toponymes
L'Ancre a donné son hydronyme à quatre communes : Beaucourt-sur-l'Ancre, Buire-sur-l'Ancre, Ribemont-sur-Ancre, Ville-sur-Ancre, et est aussi l'ancien nom de la ville d'Albert.

## Histoire
L'Ancre, comme beaucoup de cours d'eau fut un axe de peuplement, relayé le 18 juin 1846 par la mise en service de la ligne de chemin de fer Paris Lille.

### Hydronymie
Cette rivière s'appelait autrefois (Moyen Âge) la Corbie ou la rivière de Corbie. Plus tard elle prend le nom de rivière de Miraumont ou rivière d'Encre (les frux noms sont utilisés dans la carte de Cassini, par exemple). C'est la ville d'Encre qui a donné son nom à la rivière, nom qu'elle a conservé quand Encre, devenu passagèrement Ancre, est devenu Albert.

## Écologie

### Quatre ZNIEFF de type I sur le bassin versant
Le cours de l'Ancre comprend deux ensembles considérés comme remarquables d'un point de vue écologique et classés comme ZNIEFF de type I :
- la vallée de l'Ancre entre Beaumont-Hamel et Aveluy et cours supérieur de l'Ancre : ZNIEFF no 220013968 de Type I de 645 hectares, référencée depuis 1989, sur les huit communes de Authuille, Aveluy, Beaucourt-sur-L'Ancre, Beaumont-Hamel, Grandcourt, Mesnil-Martinsart, Miruamont et Thiepval[41] ;
- les Marais de la vallée de l'Ancre et Larris de la vallée aux Moines à Heilly : ZNIEFF no 220320026 de Type I de 167 hectares, référencée depuis 1997, sur les trois communes de Heilly, Méricourt-l'Abbé et Ribemont-sur-Ancre[9].

Deux autres ZNIEFF de type I sont référencées :
- no 220013971 Bois de Contalmaison, Mametz, Bazentin de 269 hectares, décrit depuis 1989, de type I sur les cinq communes de Bazentin, Contalmaison, Fricourt, Mametz, Montauban de Picardie[19] ;
- no 220013977 Marais et larris[42] de Daours/Corbie de 177 hectares, décrit depuis 1989, de type I sur les trois communes de Aubigny, Corbie, Daours[43].

### Faune
L'IPR ou indice poisson rivière était de qualité moyenne en 2011. Les poissons présents dans ce cours d'eau de première catégorie sont la truite, le gardon, la vandoise, le goujon, l'épinoche, la perche, le brochet, l'anguille.

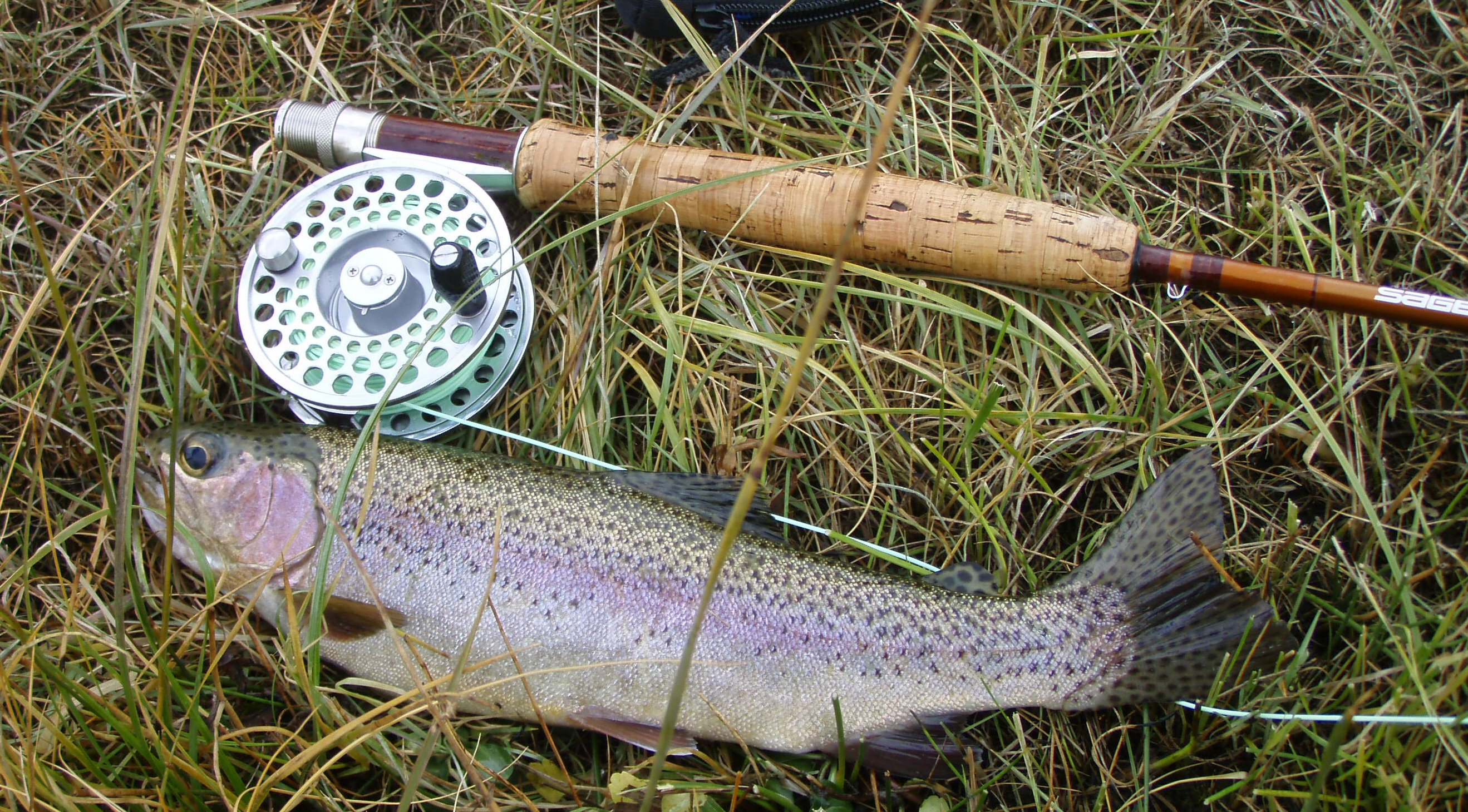
Truite arc-en-ciel.
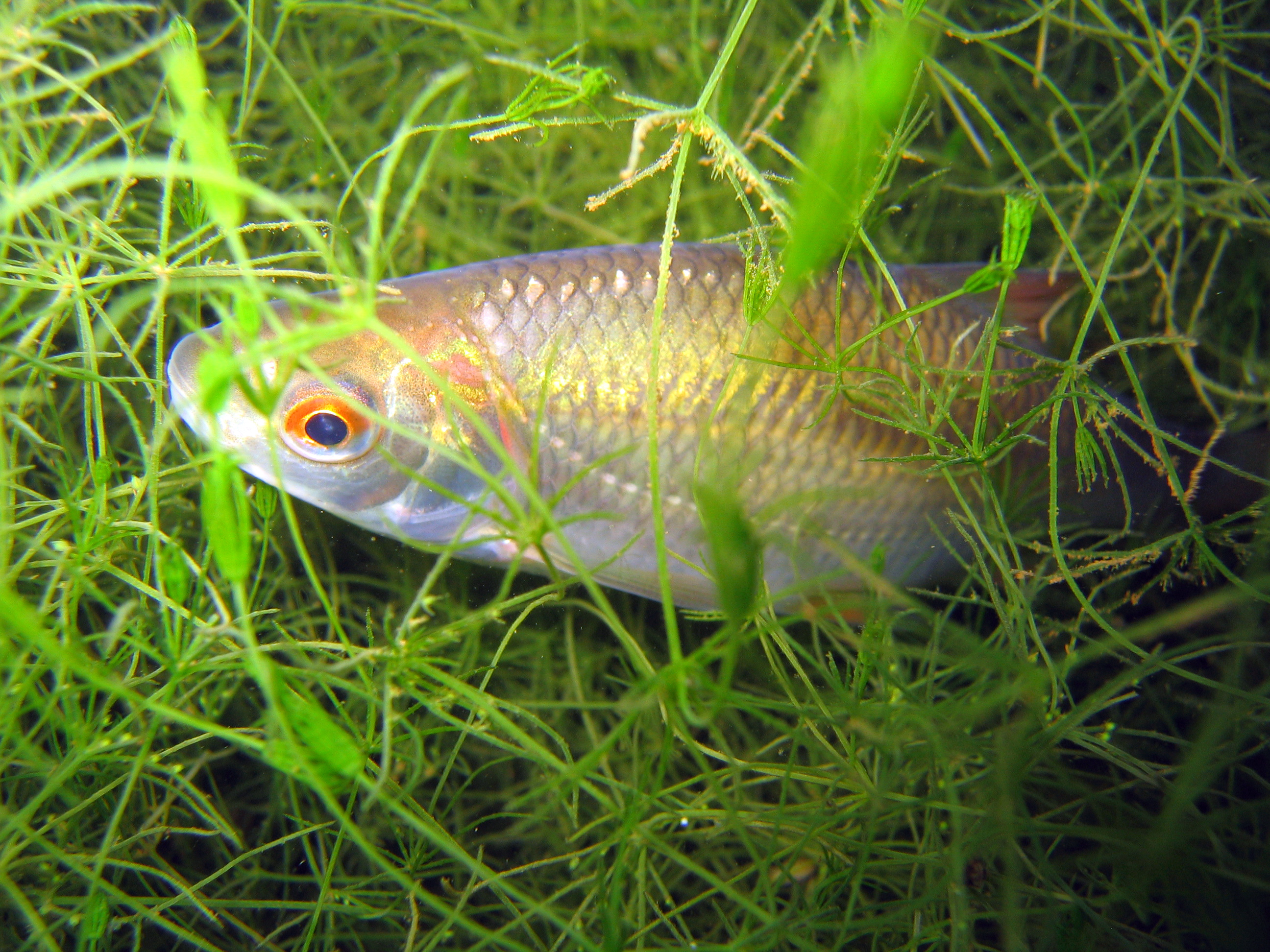
Gardon.
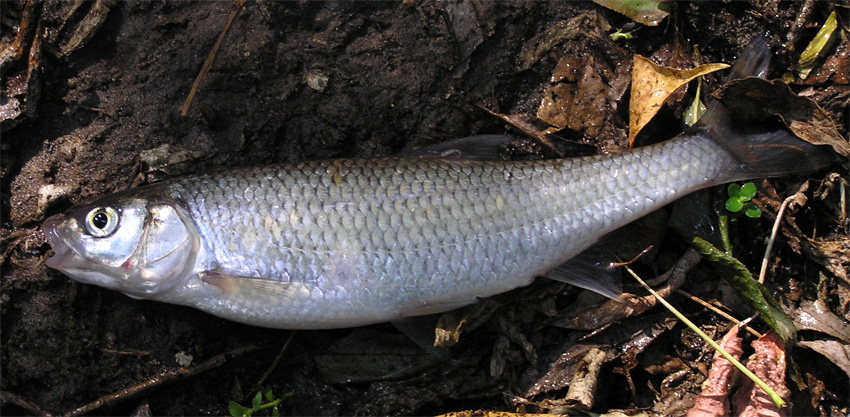
Vandoise.
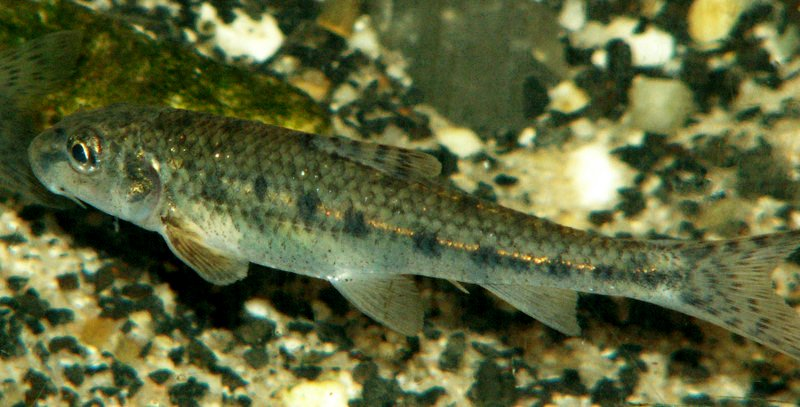
Goujon.
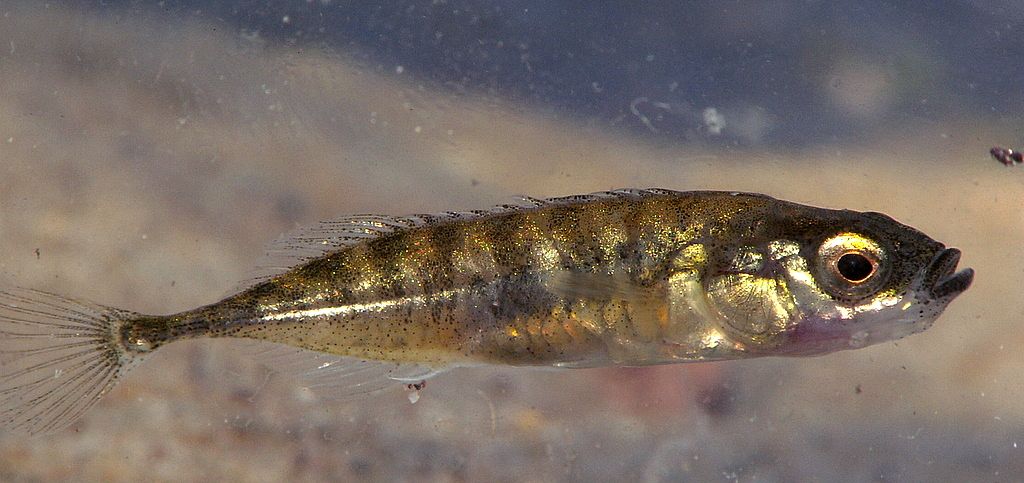
Épinochette.
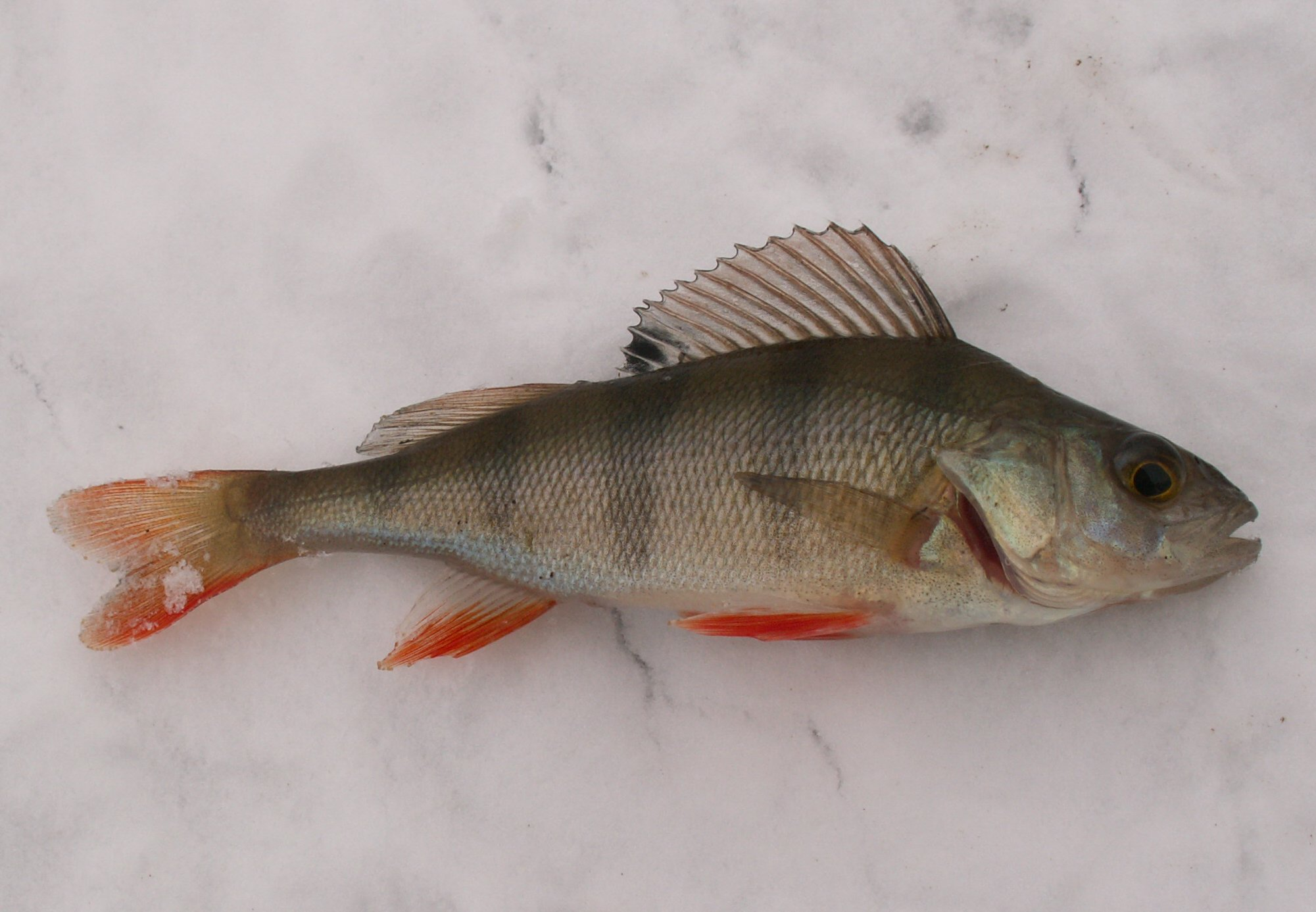
Perche.

Plusieurs espèces animales sont présentes dans ce milieu naturel. Les rives de l'Ancre sont notamment des lieux de reproduction pour certains oiseaux : le Héron cendré, le busard des roseaux, le râle d'eau, entre autres. Les inventaires réalisés dans les ZNIEFF signalent en outre le martin pêcheur, la bouscarle de Cetti, la sarcelle d'été, et le canard souchet.

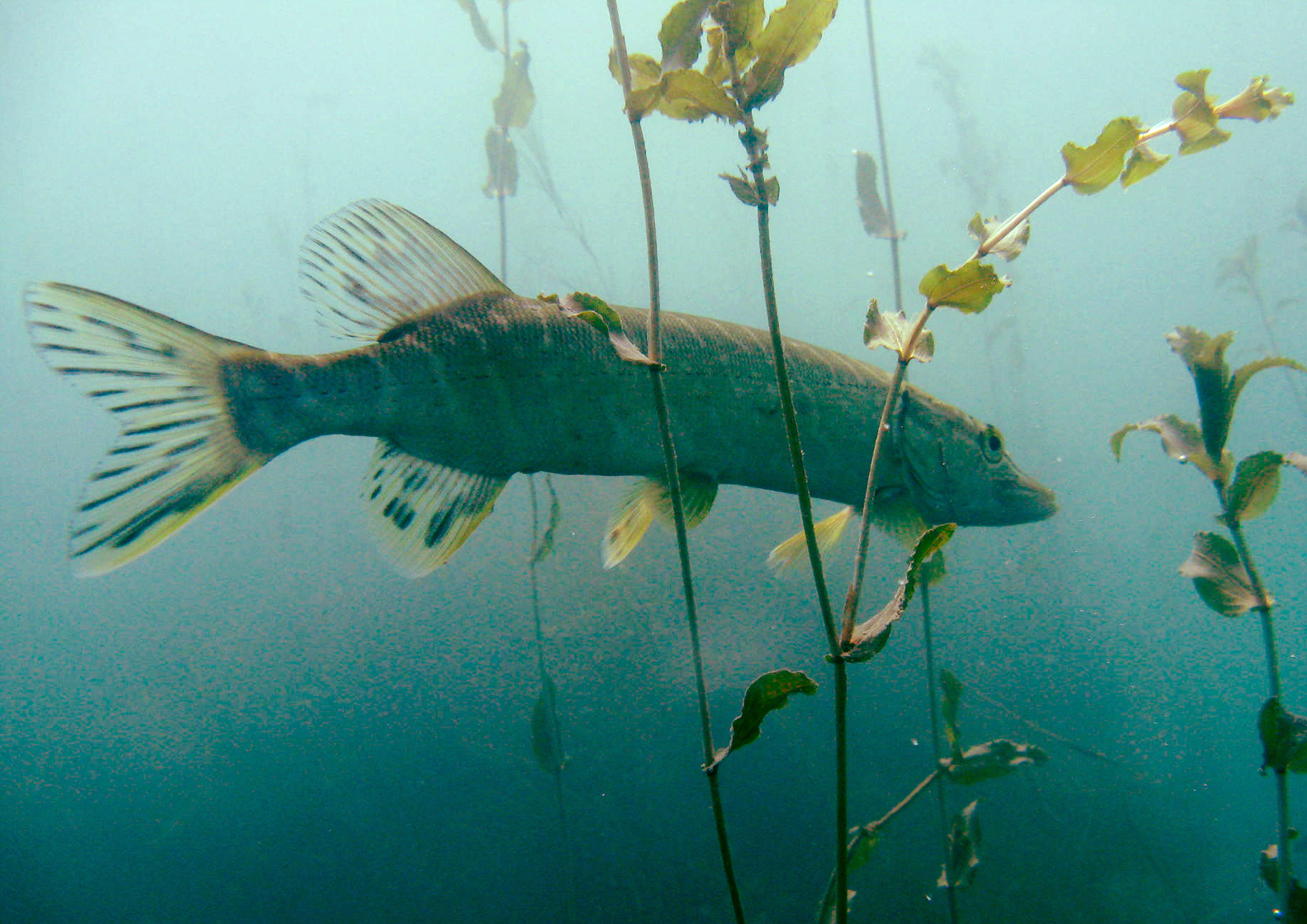
Brochet.
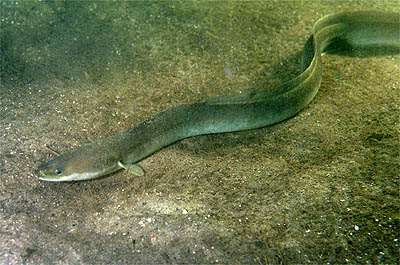
Anguille.
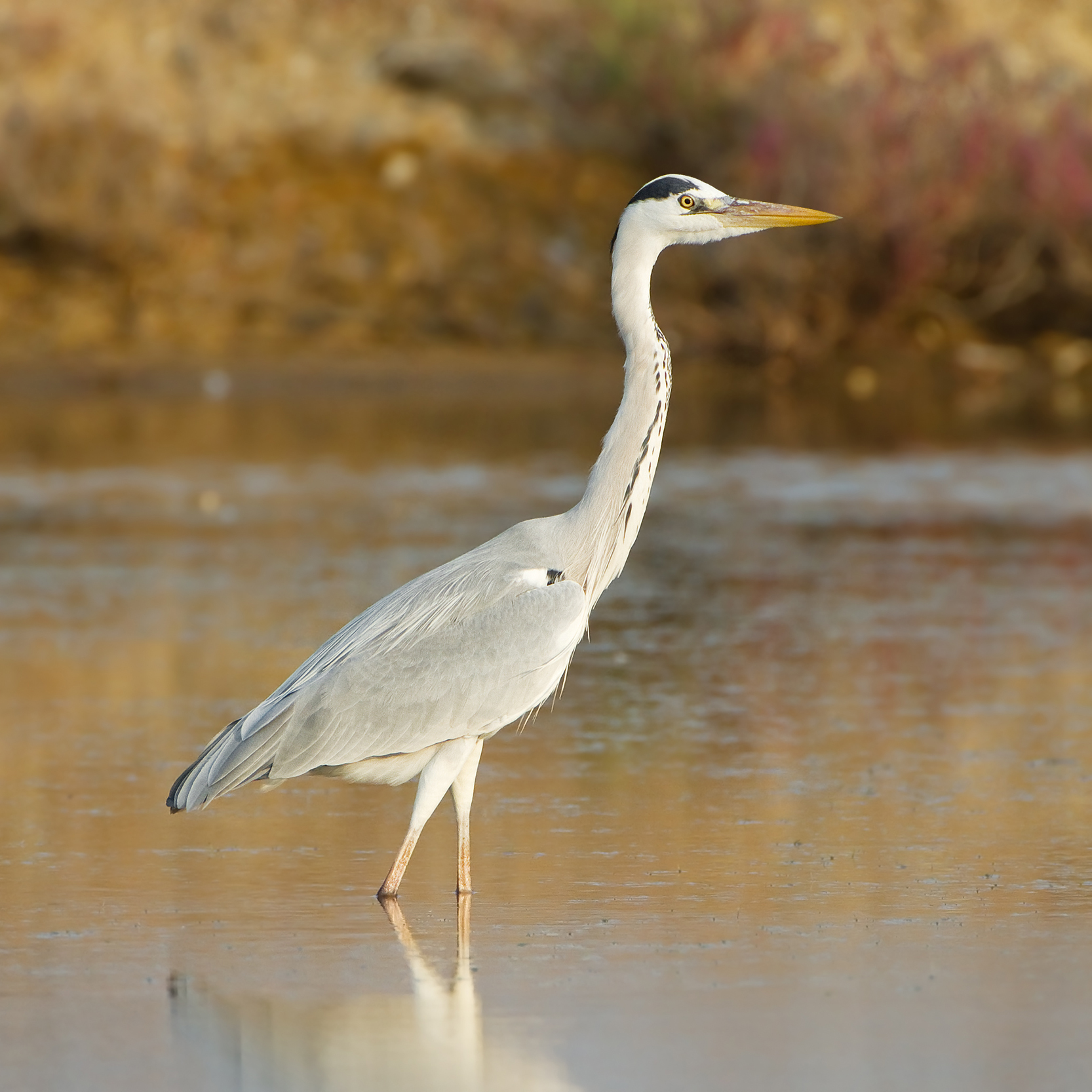
Héron cendré.
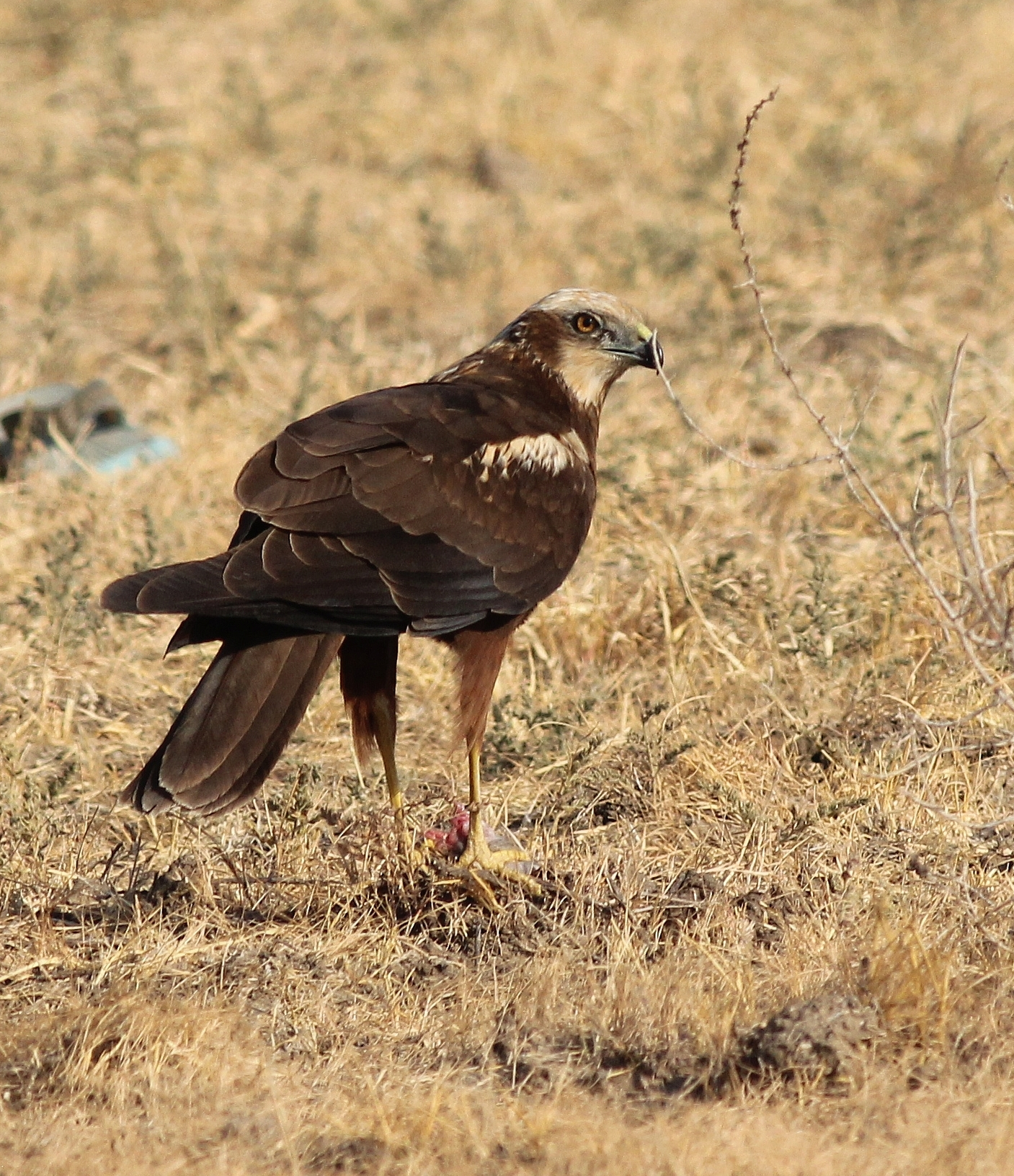
Busard des roseaux.
Râle d'eau.

Martin pêcheur.
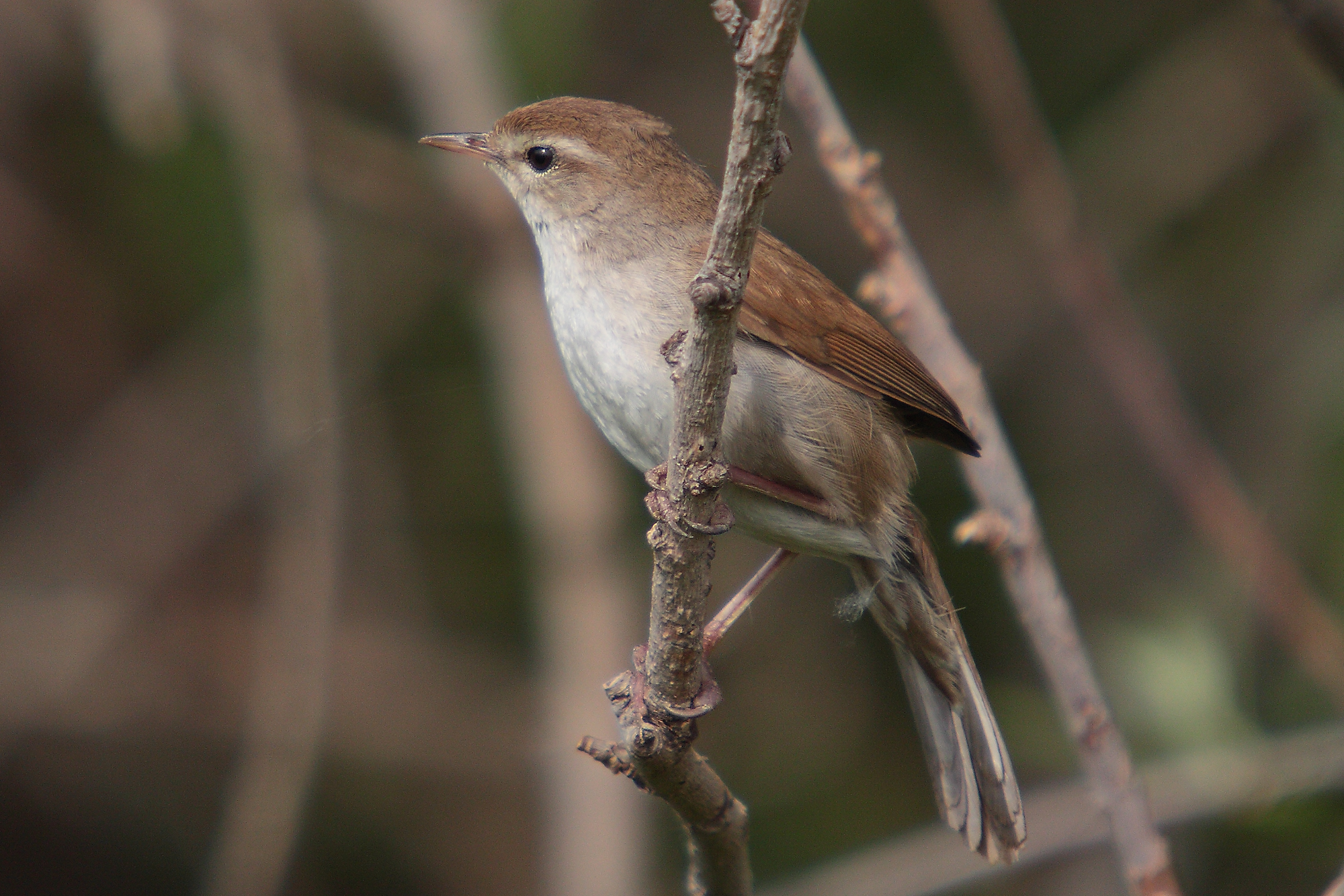
Bouscarle de Cetti.
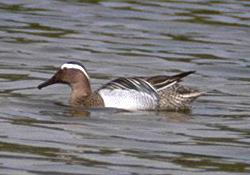
Sarcelle d'été.
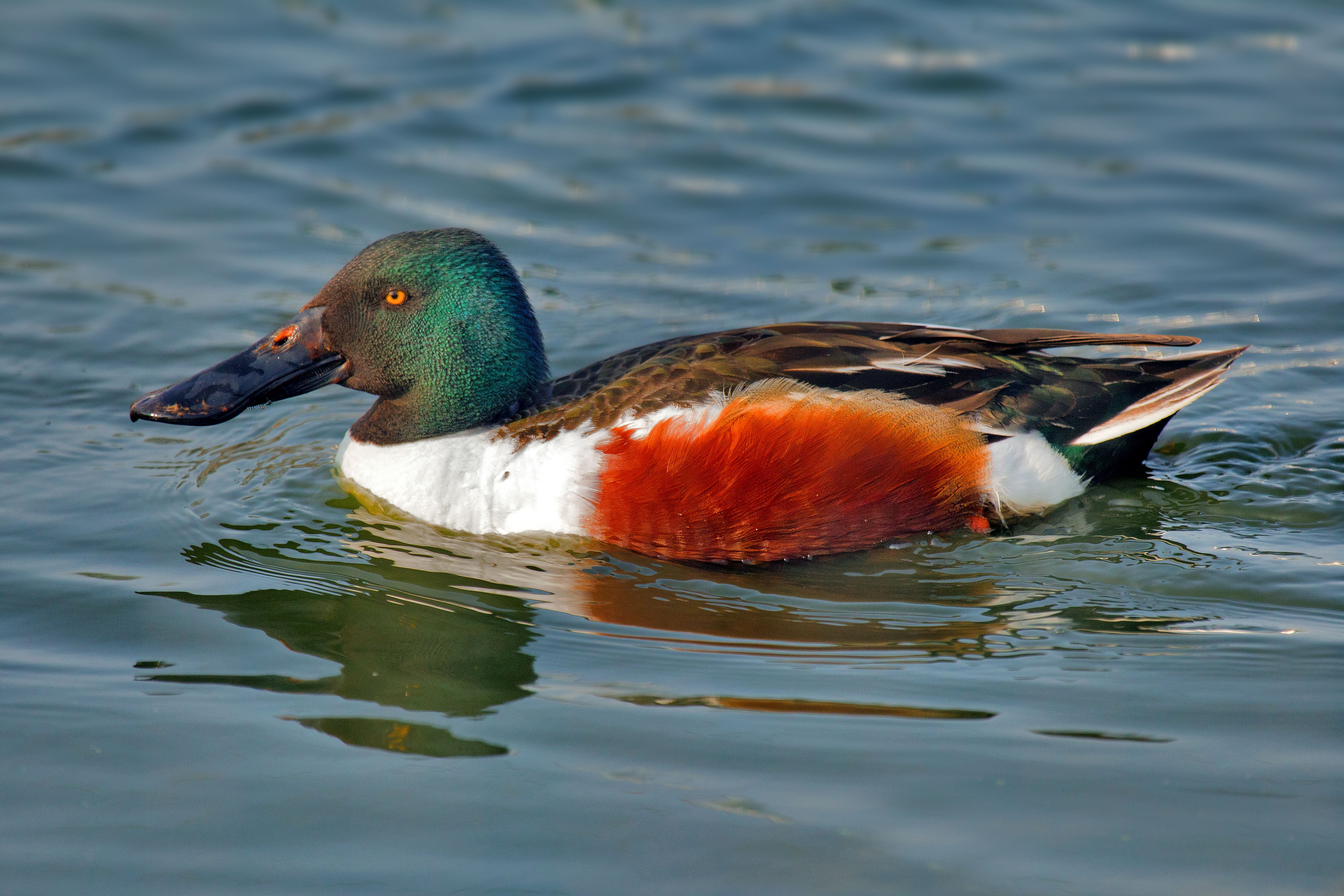
Canard souchet.

### Flore
Les inventaires réalisés dans les ZNIEFF signalent les plantes rares, remarquables ou menacées suivantes : la Thelypteris palustris ou thélyptéride des marais, la Morène aquatique, l'Hippuris vulgaris ou pesse commune, le Myriophyllum verticillatum ou myriophylle verticillé, le Potamot de Berchtold, l'Utricularia australis ou utriculaire citrine, et l'hottonie des marais.

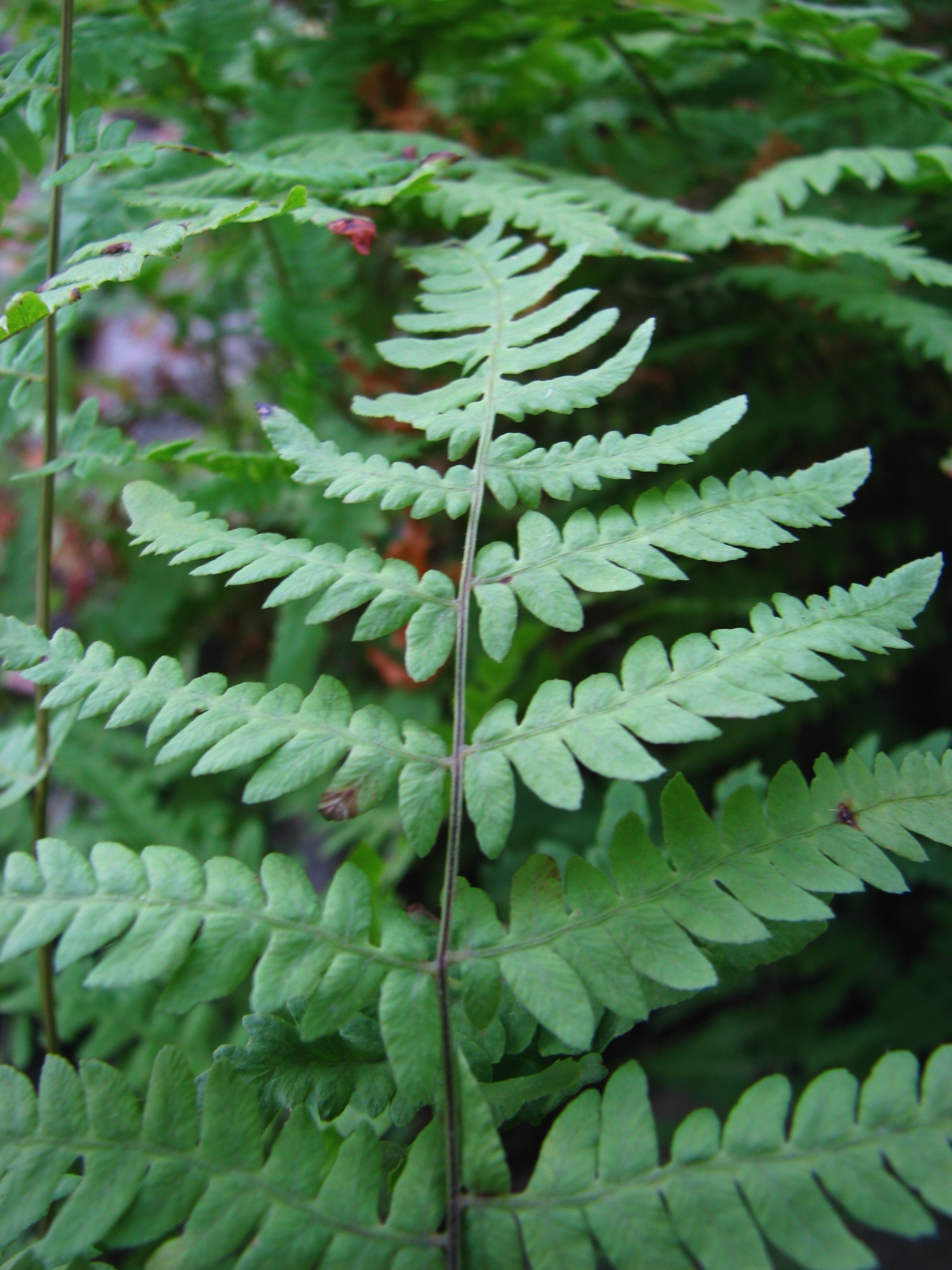
Thelypteris palustris ou thélyptéride des marais.
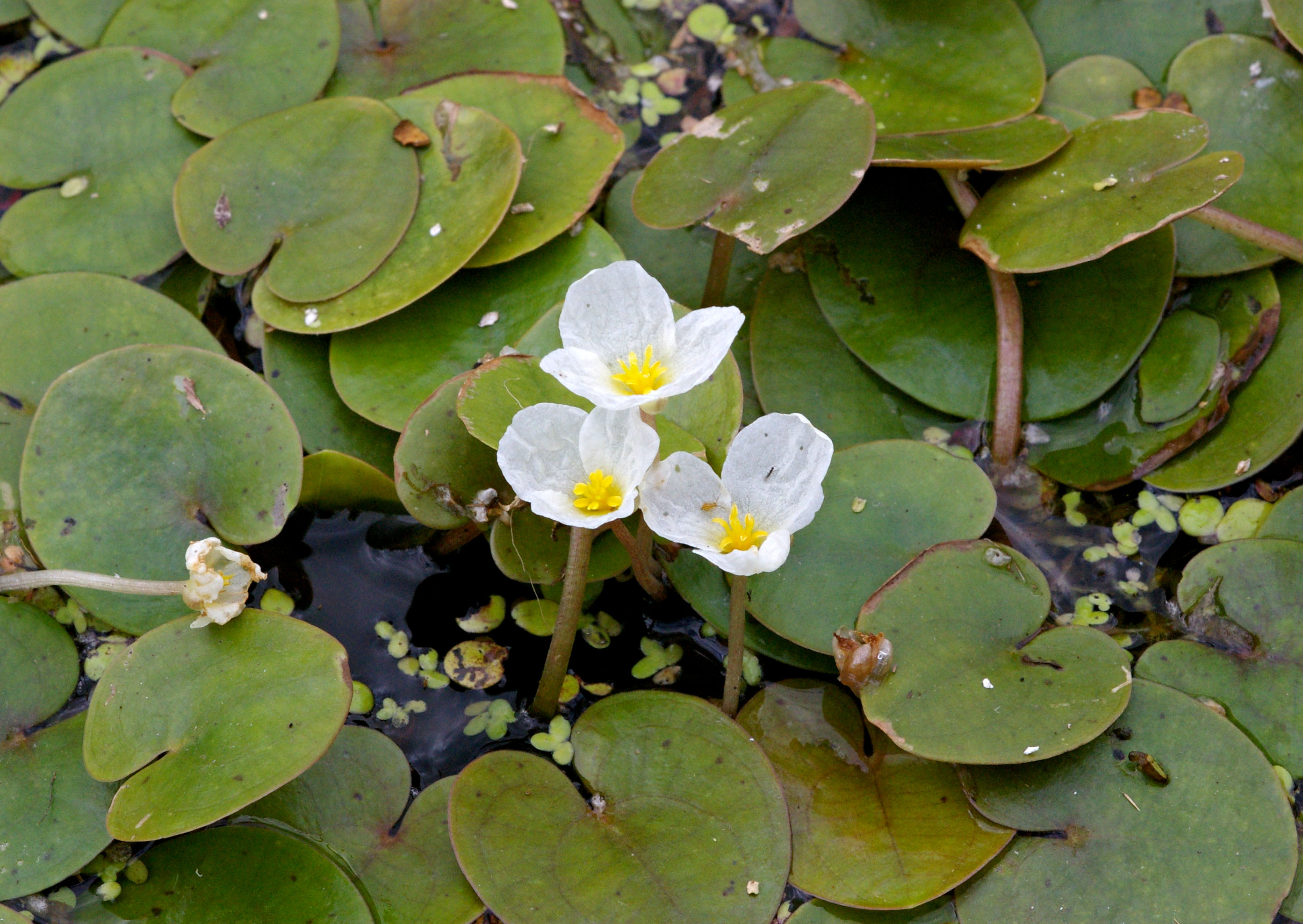
Morène aquatique.
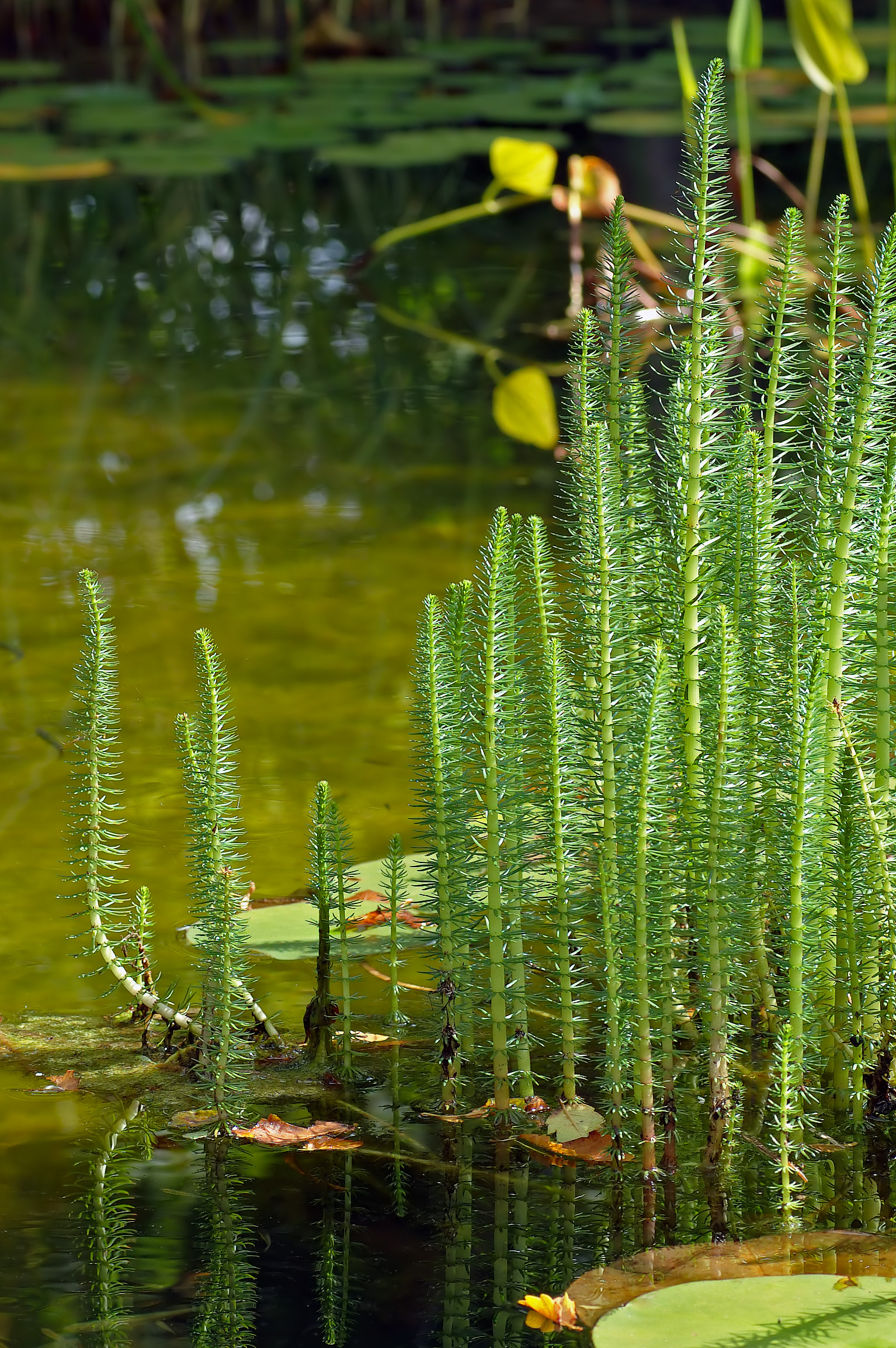
Hippuris vulgaris ou Pesse commune.
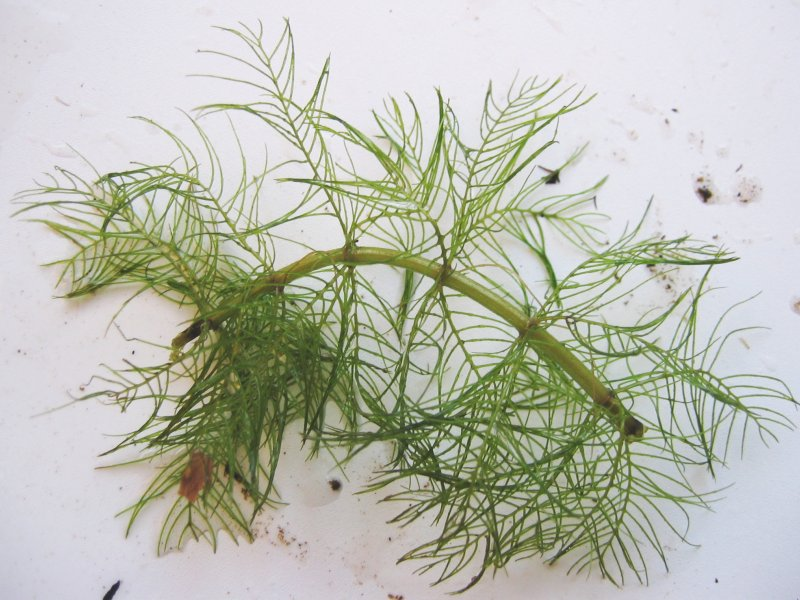
Myriophyllum verticillatum ou thélyptéride des marais.
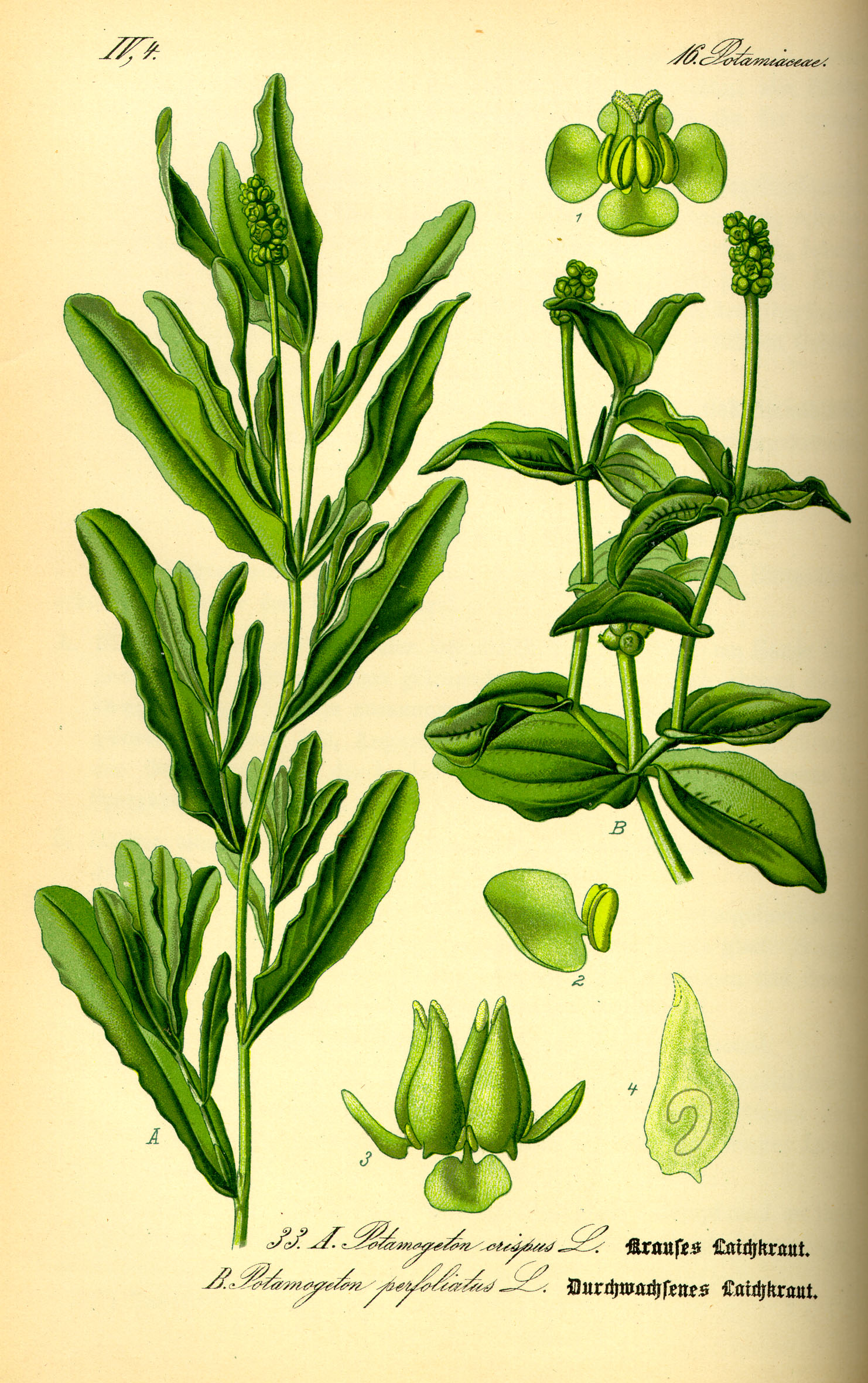
Potamot de Berchtold.
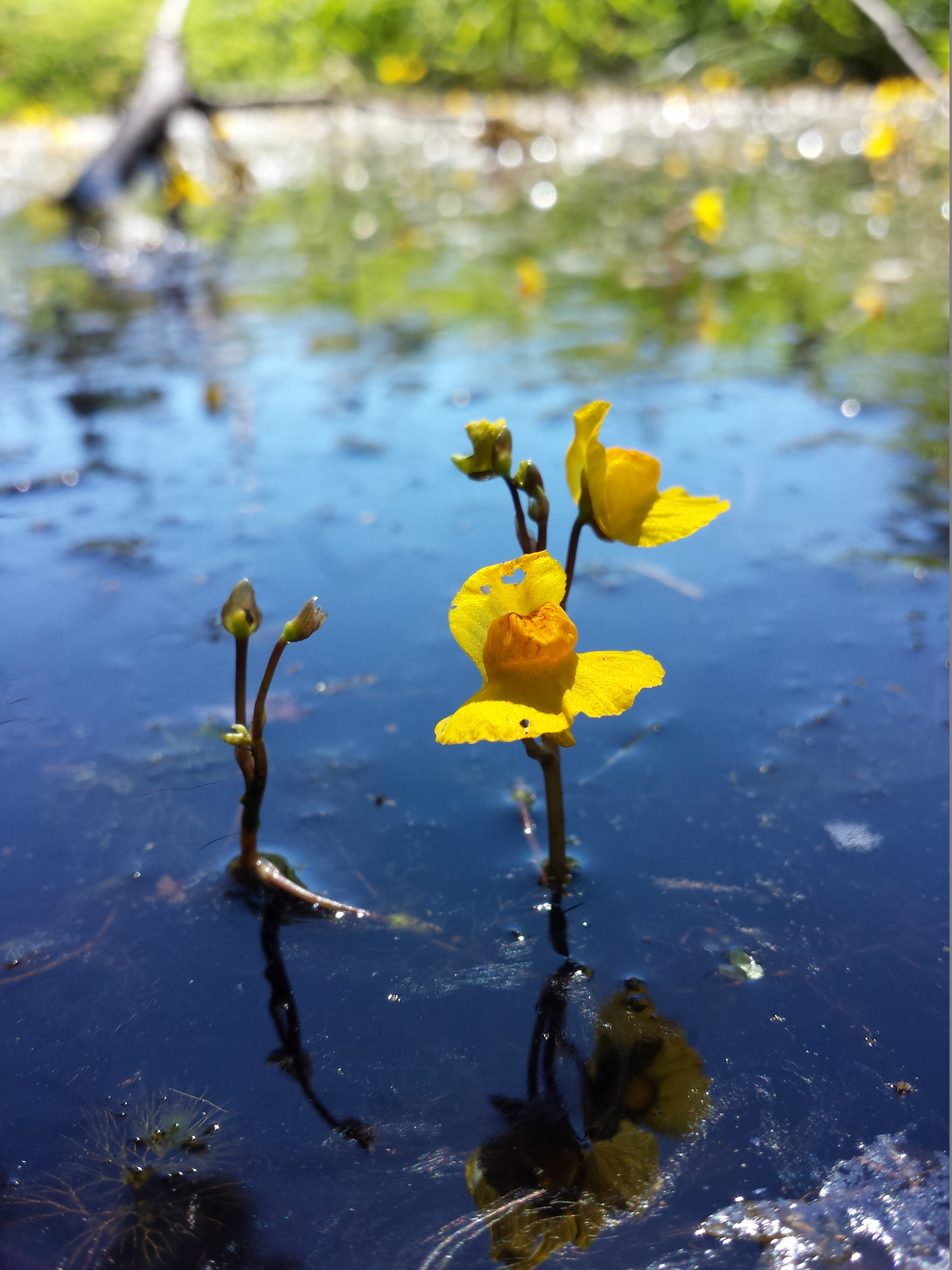
Utricularia australis ou Utriculaire citrine.
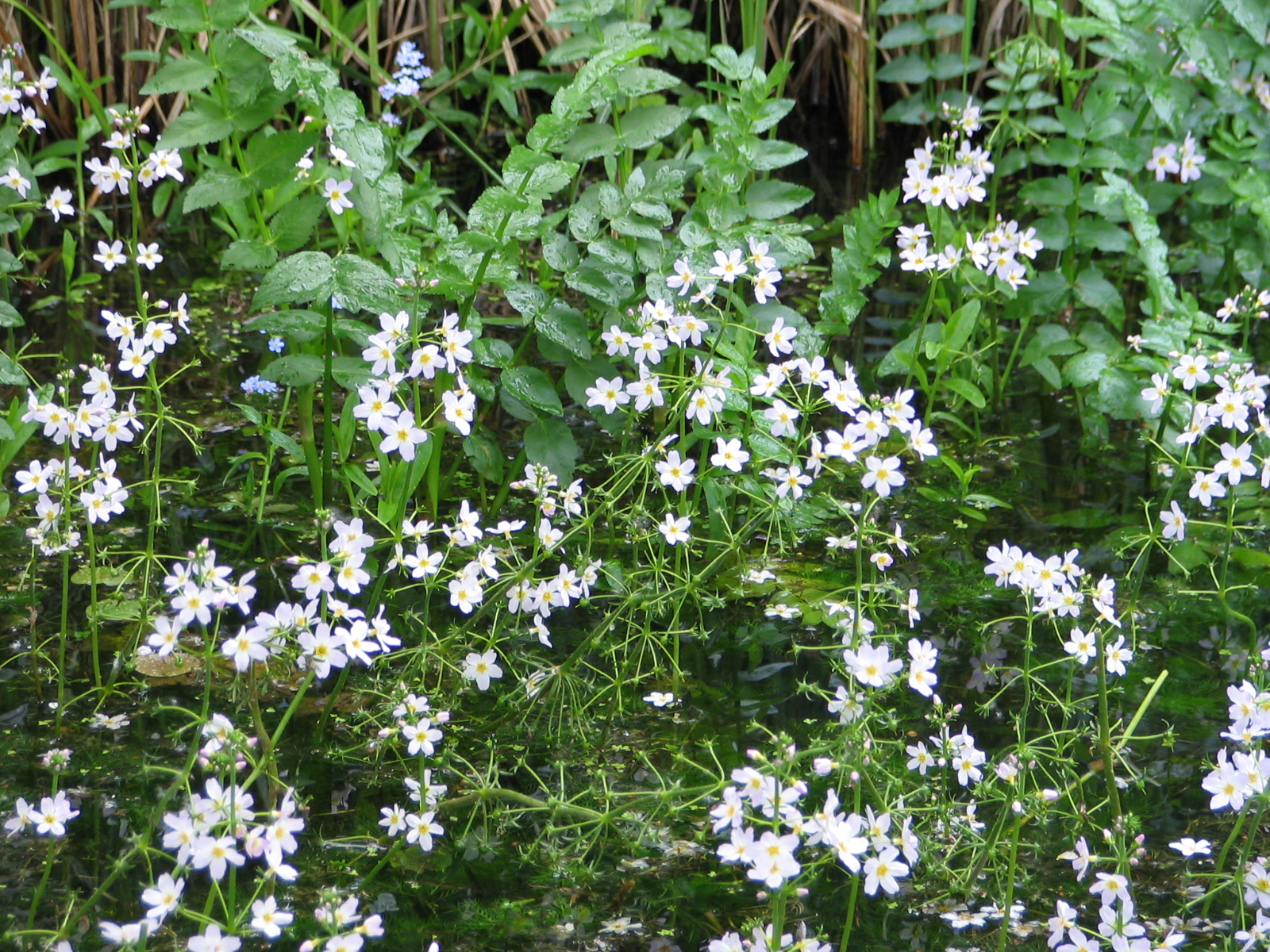
Hottonia palustris ou hottonie des marais avec du cresson.